# Gnophos approximata
Gnophos approximata är en fjärilsart som beskrevs av Barend J. Lempke 1952. Gnophos approximata ingår i släktet Gnophos och familjen mätare. Inga underarter finns listade i Catalogue of Life.